# Martín Ríos
Martín Rubén Ríos (Arrecifes, 14 de julio de 1977) es un futbolista argentino. Juega de arquero y su actual equipo es el Club Social y Deportivo Merlo.

## Trayectoria
Surgió de las divisiones inferiores de Boca Juniors. Aunque finalmente, en 1997 empezó su carrera en Huracán, club con el que dos años más tarde ascendió a Primera División, tras lograr el Torneo 1999/2000 de la Primera B Nacional. En el globo tuvo una destacada participación, siendo uno de los pilares del equipo, sin embargo el bajo rendimiento colectivo del equipo en el Apertura 2002 y en el Clausura 2003 derivaron en el descenso de Huracán a la Primera B Nacional. 
En el año 2003 pasó a Ferro, club en el cual jugó dos temporadas. Su gran desempeño despertó el interés de Universidad Católica de Ecuador, club que se encontraba en una gran crisis futbolística, pero tras un año de adaptación pudo salir a flote tras coronarse campeón de la Serie B y retornar a la Serie A, Primera División de Ecuador. 
Tras su fructífero paso por Ecuador, regresó al fútbol argentino para desempeñarse en Juventud Alianza. En 2010 arribó a Deportivo Maipú. Sus buenas actuaciones en el conjunto botellero hicieron que a principios del año 2011 sea contratado por Estudiantes de Buenos Aires, teniendo una destacada participación en los torneos de Primera B y Copa Argentina.
Tras un difícil Torneo 2014 en el cual fue bastante cuestionado, fue trasferido a Brown de Adrogué, club con el que ascendió a la Primera B Nacional.

## Clubes
| Club                         | País      | Año       | PJ  |
| ---------------------------- | --------- | --------- | --- |
| Huracán                      | Argentina | 1997-2003 | 140 |
| Ferro                        | Argentina | 2003-2005 | 82  |
| Universidad Católica (Quito) | Ecuador   | 2006-2008 | 74  |
| Juventud Alianza             | Argentina | 2008-2009 | 28  |
| Deportivo Maipú              | Argentina | 2010      | 50  |
| Estudiantes (BA)             | Argentina | 2011-2014 | 163 |
| Brown (A)                    | Argentina | 2015-2021 | 97  |

## Palmarés
| Título             | Club                         | País      | Año  |
| ------------------ | ---------------------------- | --------- | ---- |
| Primera B Nacional | Huracán                      | Argentina | 2000 |
| Serie B            | Universidad Católica (Quito) | Ecuador   | 2007 |
| Primera B          | Brown (A)                    | Argentina | 2015 |